# Disputele cu privire la cimitirul militar din Valea Uzului
Disputele cu privire la cimitirul militar din Valea Uzului reprezintă o serie de dispute privitoare atât la situația amplasamentelor mormintelor militarilor de diverse naționalități din Cimitirul Eroilor din Valea Uzului, cât și la statutul administrativ al acestuia. Respectivelor probleme li s-au adăugat probleme suplimentare de nerespectare a legislației române în domeniu de către instituțiile sau organizațiile care au realizat proiectele de reabilitare a cimitirului până în anul 2019.
Toate acestea au condus la izbucnirea publică a unui scandal în anul 2019, scandal ce a culminat cu incidente între membri ai comunităților română și maghiară, de Ziua Eroilor din 6 iunie 2019.

## Fond

#### Primăria Sânmartin
Începând cu anii 1990, de îngrijirea Cimitirului Eroilor din Valea Uzului s-a ocupat primăria comunei Sânmartin din județul Harghita, pe al cărui teritoriu se află din punct de vedere legal. După înființarea Oficiului Național pentru Cultul Eroilor (ONCE) în anul 2004, pentru orice lucrare în cimitirul militar era nevoie de avizul instituției, document ce nu a fost obținut de primăria Sânmartin și nici de primăria Dărmănești din județul Bacău, care a efectuat lucrări ilegal în cimitir în anul 2019. Astfel, potrivit ONCE, primăria Sânmartin a realizat lucrări de renovare a cimitirului, fără respectarea planurilor inițiale ale necropolei din 1927 realizate de Societatea „Cultul Eroilor”, amplasând trei monumente comemorative ungare, panouri informative, plăci comemorative și aproximativ 600 de cruci cu însemne naționale ungare și pe suprafețele de teren în care figurează, potrivit planurilor, morți de război și de alte naționalități, ale căror elemente de identificare nu se mai regăsesc în prezent. Cu toate acestea, la renovările din perioada 2011, 2012–2015 când au fost amplasate cele 600 de cruci, acestea nu conțineau simboluri referitoare la Ungaria sau soldați maghiari, iar potrivit colonelului istoric Vilmos Kovács, comandant al Institutului și Muzeului Militar (HM HIM) de la Budapesta⁠(hu)[traduceți], pe cruci fiind pus doar un simbol universal ce reprezintă o sabie și o cască, indiferent de naționalitatea soldaților. De asemenea, mormintele nu sunt clar definite, astfel unele cruci nu respectă poziția reală a acestora.
Lucrările au fost finanțate din resurse proprii ale primăriei Sânmartin, contribuții ale unor persoane fizice, dar și din donații ale Ministerului Apărării din Ungaria, fără înștiințarea și consultarea părții române, necesară conform reglementărilor dreptului internațional umanitar, precum și prevederilor acordului româno-ungar din 6 martie 2008.

#### Primăria Dărmănești
Pe 6 iulie 2018, Ministerul Culturii a aprobat, în cadrul programului Centenarul Marii Uniri, două proiecte propuse de primăria Dărmănești, unul dintre ele fiind cel privind „Reabilitarea Cimitirului Internațional al Eroilor situat în Valea Uzului, la limita cu județul Harghita”, și a alocat pentru acesta suma 65 000 de lei, deși terenul se află într-o dispută iar din punct de vedere legal aparține de comuna Sânmartin din județul Harghita.
În data de 16 noiembrie 2018, primăria s-a adresat Ministerului Apărării Naționale (M.Ap.N.) pentru realizarea studiului de fezabilitate și a proiectului tehnic pentru proiectul „Lucrări de construire monument Cimitir internațional și 50 de cruci pentru eroii români”, întrucât proiectul depășea posibilitățile financiare ale autorității locale, potrivit primarului din Dărmănești. Într-un comunicat pentru ziarul Hotnews, Ministerul Apărării Naționale a dat un răspuns contradictoriu, din care a reieșit că structurile de specialitate din cadrul M.Ap.N. nu pot presta servicii pentru entități din afara instituției militare, iar M.Ap.N. nu a putut da curs favorabil solicitării primite din partea primăriei Dărmănești.
Autorizația de construire a fost aprobată pe 17 decembrie 2018 de primăria Dărmănești, însă aceasta fără a respecta prevederile legale în domeniu. În urma unui control al Inspectoratului Regional în Construcții Nord-Est, emiterea autorizației nu avea arhivată dovada dreptului real asupra terenului, extrasul de carte funciară de informare actualizat, nu a fost solicitat avizul privind concepția artistică a monumentului de for public de la Ministerul Culturii și Identității Naționale, iar documentația tehnică nu a avut anexat planul de situație vizat de oficiul de cadastru. De asemenea, nu a existat nici avizul ONCE, solicitat abia în aprilie 2019, care era obligatoriu și care nu a fost obținut nici până în prezent. Ministerul Culturii și Identității Naționale a considerat, de asemenea, ilegală autorizația de construcție.
Pe 19 decembrie 2018, primăria Dărmănești a lansat procedura de cumpărare directă pentru lucrări, iar pe 21 decembrie acestea au fost încredințate firmei Somalis Prest S.R.L. pentru suma de 199 757 de lei, de trei ori mai mult decât obținuse primăria Dărmănești de la Ministerul Culturii. Tot în 21 decembrie, printr-o hotărâre de Consiliu Local, s-a suplimentat cu 110 000 de lei bugetul local, la capitolul Cultură, pentru obiectivul „Cimitirul Internațional al eroilor Valea Uzului”, valoarea proiectului ajungând la 235 000 de lei: 60 000 de lei prevăzuți inițial în buget, 65 000 de lei de la Ministerul Culturii și alți 110 000 de lei de la ultima rectificare.
Cu toate acestea și chiar dacă potrivit legii cimitirul din Valea Uzului aparține de comuna Sânmartin, Harghita, folosindu-se de o adresă a oficiului de cadastru, Consiliul Local Dărmănești a adoptat pe 29 martie 2019 o hotărâre prin care a introdus cimitirul din domeniul privat în inventarul bunurilor care alcătuiesc domeniul public al orașului Dărmănești.
Primăria Dărmănești a efectuat construcția parcelei de cruci românești pe un teren încă în dispută, totodată nerespectând cadrul legal în vigoare prin lipsa unor avize, singurul document disponibil fiind autorizația de construire eliberată chiar de primărie. De asemenea, autoritățile ungare, germane și austriece nu au fost contactate oficial înainte de începerea lucrărilor.
În 6 mai 2019, ministrul ungar al Afacerilor Externe, Péter Szijjártó, a discutat la Bratislava cu omologul său român, Teodor Meleșcanu, cu privire la lucrările de construcție de la cimitir. Oficialul ungar a cerut intervenția omologului la primăria Dărmănești pentru a opri lucrările, pentru că există posibilitatea ca sub acestea să existe morminte ale unor soldați maghiari, lucru considerat de Szijjártó un „sacrilegiu și contrar acordurilor bilaterale”. Tot acesta a mai cerut începerea cât mai curând a negocierilor între experți ai ministerelor apărării din cele două țări pentru a soluționa problema.
În 2 mai 2019 reprezentanți ai Uniunii Democrate Maghiare din România, Hunor Kelemen, Attila Korodi și Barna Tánczos împreună cu Csaba Borboly, președinte al Consiliului Județean Harghita, au adresat mai multe scrisori către Ministerul Apărării Naționale, Ministerul Culturii, Agenția Națională pentru Achiziții Publice, Inspectoratul de Stat în Construcții, prefecții de Harghita și Bacău, în care s-a cerut oprirea construcției și amânarea inaugurării până la clarificarea situației juridice, pentru prevenirea unor tensiuni interetnice.
Ulterior, pe 4 iunie 2019, după izbucnirea scandalului, Prefectura Bacău a cerut revocarea actului de construcție, menționând că, dincolo de aspectele de tehnică legislativă, prin Hotărârea de Guvern 299 din martie 2010 Cimitirul Eroilor din Valea Uzului figurează în inventarul domeniului public al comunei Sânmartin, existând posibilitatea unei suprapuneri de terenuri.

## Conflictul
În Raportul privind libertatea religioasă în România pe anul 2019, publicat în mai 2020 de Departamentul de Stat al Statelor Unite ale Americii, s-a menționat faptul că primăria Dărmănești a construit un monument și mai multe cruci în stil ortodox, în cinstea soldaților români din timpul Primului Război Mondial, crezând că au fost înmormântați acolo. Comunitatea etnică maghiară și oficialii din Uniunea Democrată Maghiară din România (UDMR) din Sânmartin, Harghita au declarat că primarul Dărmăneștiului și-a însușit cimitirul, care potrivit UDMR, se află în comuna Sânmartin. Tot aceștia au menționat faptul că monumentele recent construite în stil ortodox care onorează soldații români au fost amplasate deasupra mormintelor unor soldați maghiari predominant catolici.
În 16 mai 2019, în mass-media s-a publicat o filmare unde a apărut un grup de persoane de limbă maghiară care au acoperit crucile și monumentul soldaților români în pungi negre de plastic. Astfel a început un scandal public, unde gestul a fost considerat drept profanare. În aceeași zi, liderul Mișcării Unioniste și candidat independent la Parlamentul European, George Simion, împreună cu doi colegi de campanie, au ajuns la cimitir în scopul declarat de a se documenta și filma ce se întâmplă. În Valea Uzului, aceștia au fost acuzați că vor să provoace și li s-a explicat că ar exista, la o distanță de 10 km în direcția spre Dărmănești, un alt cimitir dedicat exclusiv eroilor români. Ulterior, conform celor trei, au fost agresați prin furarea telefoanelor cu care filmau și au fost urmăriți cu mașinile de către un grup de maghiari. UDMR a luat poziție împotriva gestului anterior de la cimitir și l-a considerat drept provocare menită să discrediteze comunitatea maghiară din România. În 23 mai, UDMR a rupt protocolul de colaborare cu Partidul Social Democrat (PSD) din cauza caracterului ilegal al construcțiilor noi și complicității guvernului.
Pe 29 mai 2019, primarul comunei Sânmartin a închis cimitirul militar Valea Uzului timp de 30 de zile. Prefectul a atacat decizia consiliului local Sânmartin iar în 3 iunie, Consiliul Județean Harghita a decis că cimitirul va putea fi vizitat doar o oră pe săptămână, în ziua de duminică. În 5 iunie a avut loc vizita în cimitir a vicepremierului Ungariei, Semjén Zsolt⁠(en)[traduceți], care a afirmat că „Fiecare mort are dreptul de a se odihni sub un simbol al identității etnice și religioase!”. Potrivit jurnalistului Dan Tăpălagă, gestul a fost interpretat de populația românească drept o nouă provocare.
Considerând gestul acoperirii drept un atac la adresa eroilor români, în 6 iunie mai multe asociații românești au anunțat intenția de a veni la cimitir, venirea fiind asociată și cu o incitare a unor oameni politici locali. După acest anunț, senatorul Barna Tánczos a anunțat în aceeași zi, că membrii comunității maghiare din Harghita și Covasna vor organiza un protest pașnic la cimitir, întrucât chestiunea trebuie soluționată înainte de orice sfințire sau inaugurare.
Potrivit unui ziar, inițiativa de acoperire a crucilor a fost luată de activista Andrea Ladó pe un grup informal pe Facebook numit „Úzvölgyi Civil Akciócsoport” (Grup Informal de Acțiune), ca reacție împotriva UDMR, care potrivit activistei, partidul maghiar a avut o înțelegere cu partenerii de coaliție ca inaugurarea monumentului să se facă după alegerile pentru Parlamentul European din 26 mai, astfel oficialii având la cunoștință de existența lucrărilor din zonă și de situația lor juridică controversată. Manifestarea a fost realizată după modelul protestelor Femen sau Pussy Riot, menite să provoace autoritățile. Ulterior, autoritățile române au descins la câteva adrese din județul Harghita încercând să îi identifice pe activiștii anonimi. Grupul din rețea a fost închis, după ce fotografiile publicate, înțelese greșit de către populația românească, au declanșat revolta acesteia și o anchetă din oficiu din partea Poliției. Reacțiile din partea română au fost amplificate de reprezentanții unor organizații naționaliste românești.
Potrivit raportului american, la 6 iunie, sute de persoane echipate cu difuzoare, inclusiv mai mulți preoți ai Bisericii Ortodoxe Române, au ajuns la cimitir pentru a comemora soldații români despre care se crede că au fost îngropați acolo. Aceștia au fost întâmpinați de aproximativ 200 de membri ai Jandarmeriei, puși să asigure ordinea publică, poziționându-se între etnicii români și sute de etnici maghiari care nu au permis ca românii să intre în cimitir. În cele din urmă, unii etnici români și-au forțat drumul în cimitir, unde au ținut o ceremonie de comemorare a soldaților români. Mai mulți observatori au raportat că pomenirea s-a asemănat cu un ritual efectuat de membrii Mișcării Legionare, aflată în afara legii. Coordonatorul forțelor de ordine ale Jandarmeriei a fost colonelul Sebastian Cucoș, fost șef al instituției, la acest eveniment în calitate de prim-adjunct al inspectorului general.
Concluzia departamentului a fost că, deoarece religia și etnia sunt strâns legate, sunt dificil de încadrat incidentele doar pe baza identității religioase.

### Analiza incidentelor
Potrivit istoricului militar József Nagy, comunitatea maghiară din România a reacționat negativ asupra evenimentelor și pe fondul faptului că cimitirul militar din Valea Uzului, construit inițial de administrația austro-ungară în timpul Primului Război Mondial, renovat în timpul administrației ungare între 1940–1944 și după 1994, a rămas ultimul intact pe teritoriul Ținutului Secuiesc. Restul au fost distruse de autoritățile române, precum cimitirul militar austro-ungar Dancurás de lângă Lacul Roșu, dezafectat în 1987, memorialul fiind transformat temporar în unul dedicat eroilor români tot din prima conflagrație, iar după 1990 în unul comemorând „eroi”, dar fără a menționa căror armate aparțineau.
Autorii Horia-Alin Lupu și Sorin Bocancea au menționat că incidentele au apărut în timpul campaniei electorale pentru alegerile europarlamentare din 26 mai 2019, când în urma construcției parcelei românești lipsite de avize de specialitate necesare și supravegherea unor specialiști în situri istorice, grupul informal maghiar s-a deplasat la cimitir și a acoperit crucile cu saci negri din plastic, când în presa în limba română s-a făcut referire la pungi de gunoi. În publicația Historia, care potrivit lui Lupu era cunoscută mai degrabă ca echilibrată, s-a utilizat o exprimare tranșantă sau nenuanțată: „Ungurii au profanat crucile eroilor români din cimitirul Valea Uzului”.
Ziarul Sputnik a abordat unilateral evenimentele din 6 iunie, privilegiind poziția taberei extremiste românești reprezentată în majoritate de Frăția Ortodoxă „Sfântul Mare Mucenic Gheorghe purtătorul de Biruință”, prin titluri precum „Patrioții români au rupt lacătul și au intrat cu forța!”, „UDMR vrea un nou Târgu Mureș și agită periculos conflictul interetnic” sau „Înfruntarea din Valea Uzului - Patrioții români au făcut astăzi Dreptate!”. Au ieșit în evidență pasajele inserate în articole-live precum „Și Lucian Mândruță are o poziție anti-românească, pe motiv că se caută zâzanie cu ungurii. Și cum ar vrea Mândruță conviețuire pașnică: românii să dispară din Harghita și Covasna ca să fie mulțumiți politicienii maghiari?” sau „Și G4Media, publicație susținătoare a lui Iohannis, dă vina pe românii care au vrut să intre în cimitir, justificând acțiunile maghiare de blocare a accesului în incintă. G4Media îi face extremiști pe românii care au vrut să intre într-un cimitir de pe teritoriul României, nu și pe maghiarii care și-au închis cimitirul unde sunt și eroi români!”.

Deși declarativ protestul artistic a fost îndreptat împotriva Uniunii Democrate Maghiare din România (UDMR), unde activista Andrea Ladó a fost cunoscută anterior pentru un protest față de discursul lui Viktor Orbán la Universitatea de Vară de la Băile Tușnad din 2017, aceasta nu a realizat că a lezat o sensibilitate a românilor prin gestul de impact mediatic. Aceasta și-a exprimat ulterior regretul pentru lipsa unei viziuni față de reacția ce aveau să o aibă românii.
„Elita maghiară și cea politică și intelectualii care ne reprezintă este selectată astfel încât să nu spună nimic despre problemele noastre reale. Ei fac gesturi unilaterale și nu confruntă problemele pe care le întâmpinăm.” – Andrea Ladó
De asemenea, s-a pus problema că o înțelegere a existat între factorii de decizie din județul Harghita și conducerea Dărmăneștiului, în contextul alianței parlamentare dintre Partidul Social Democrat (PSD) și UDMR.
Istoricul Oliver Jens Schmitt a subliniat că un alt factor declanșator al conflictului interetnic l-a reprezentat existența organizației Frăția Ortodoxă la fața locului și care se aseamănă în materie de simbolistică cu Frățiile de cruce din perioada interbelică. Aceasta s-a aflat în cooperare cu părți ale forțelor de ordine. Schmitt a mai făcut aserțiunea că se presupune că au fost implicați și angajați ai Serviciului Român de Informații (SRI).
În context istoric, UDMR, ca reprezentant al maghiarilor din România, a deținut reprezentare parlamentară începând din 1990 și fiind adesea partener de coaliție, reușind să limiteze și marginalizeze discursuri naționaliste. Potrivit analiștilor politici Petr Just⁠(d) și Simona Kukovič (2022), în cazul României există o tendință notabilă a partidelor politice de a folosi subiecte cu rezonanță socială referitoare la Ungaria ca armă de distragere a atenției⁠(d) electoratului de la probleme de actualitate, prin reactivarea unor vechi resentimente. Aceștia au dat ca exemplu criza politică a partidului de guvernământ, PSD, din iunie 2019 pe fondul condamnării la închisoare a președintelui partidului pentru fapte de corupție. Astfel, partidul a decis să utilizeze problema Trianonului pentru a se prezenta ca partid care ține la interesul național și se opune oricăror încercări de „rescriere a istoriei⁠(d)”. La scurt timp după izbucnirea scandalului de la cimitirul militar, PSD a depus un proiect de lege pentru a se institui aniversarea Trianonului drept „sărbătoare națională”. Pentru cei doi autori, în comparație cu istoria din secolul al XX-lea a celor două țări, procesele actuale care caracterizează Ungaria și România arată o serie de aspecte comune în formarea identității, naționalismul și implicațiile sale, evenimente simbolice și date calendaristice, mitologia și dihotomia noi versus ei. Astfel, o concurență motivată de naționalism între cele două țări a fost vizibilă începând din 1990.
Potrivit autorului Horia-Alin Lupu, în comparație cu cazul orașului Cluj-Napoca unde exista un spațiu al conlocuirii firești care atenua și neutraliza în mare parte tensiunile etnice din zona publică, politică și mass-media venite pe fondul celor trei mandate ale lui Gheorghe Funar, în cazul Valea Uzului și în general în Secuime acest spațiu lipsește.

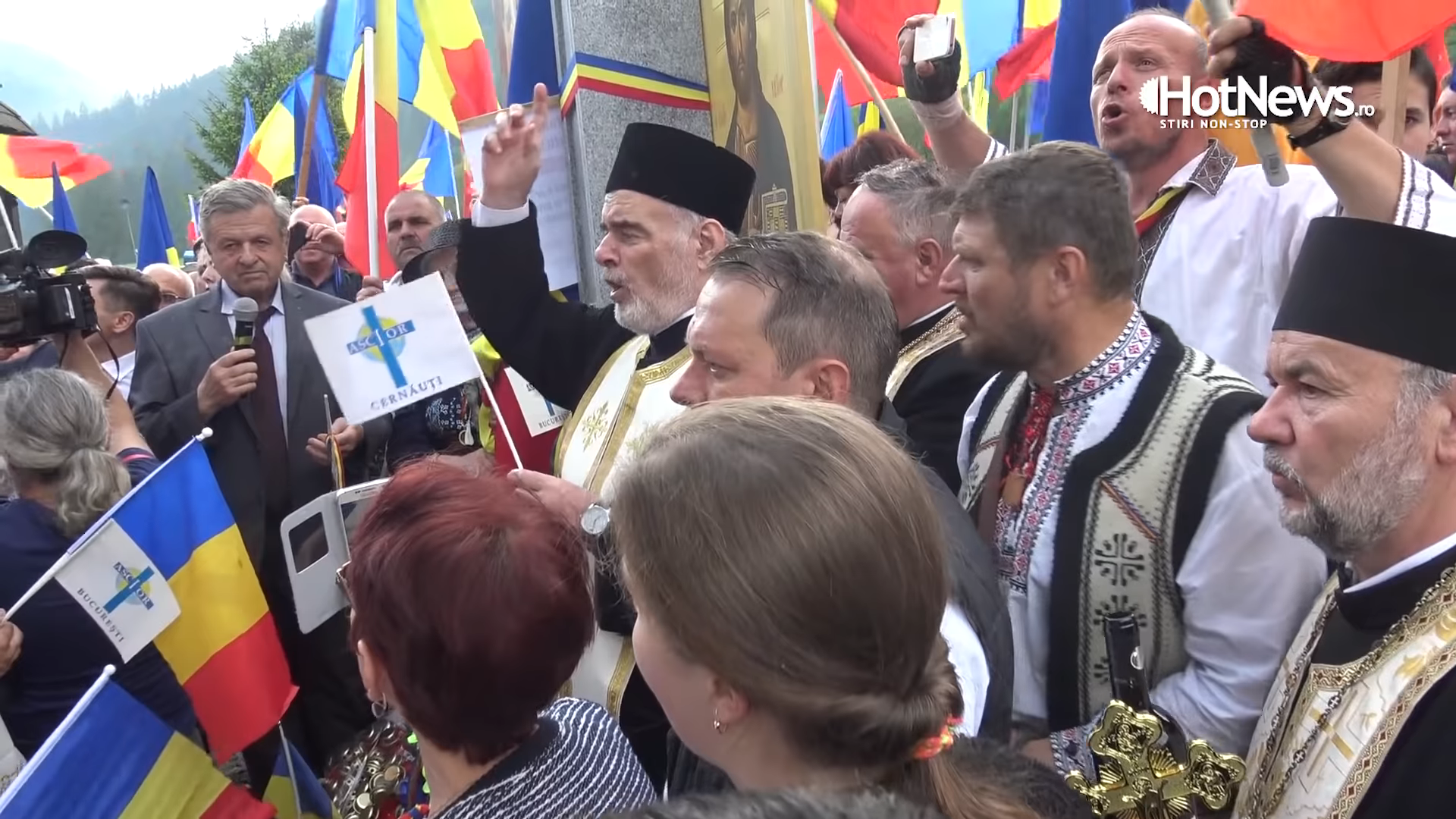
Biserica Ortodoxă Română (BOR) și organizații de extremă dreaptă din interiorul BOR ca parte a.

Un alt autor a reliefat faptul că incidentele au primit o atenție semnificativă în presă și rețelele de socializare, fiind un instrument de propagandă a unor naționaliști precum George Simion, care ulterior a devenit liderul partidului Alianța pentru Unirea Românilor (AUR), precum și de polarizare a societății într-un război cultural⁠(d). Astfel, tipologia Comunismului Ruralo-Industrial Balcanic (CRIB) a contribuit la problematică prin viziunea romanțată a istoriei, prin susținerea unui amestec specific de naționalism etnic și religie ortodoxă ca ideal cultural. În acest discurs este prezentă și expunerea Uniunii Europene ca organism supranațional „neomarxist” care se află în conflict cu hegemonia culturală amintită, suveranitatea și tradițiile.
Originea conflictului s-a remarcat a fi nu doar venită pe filieră politică, ci și dinspre cercuri ale Bisericii Ortodoxe Române (BOR). Potrivit unui jurnalist, BOR a preluat filetismul prin care răspândește la nivel profund naționalismul etnic, unde învățăturile lui Isus Hristos sunt înlocuite cu citate din Corneliu Zelea Codreanu și Ion Antonescu iar esența creștinismului prin iubirea aproapelui ca pe sine a fost marginalizată, fiind înlocuită de un Dumnezeu geopolitic care i-ar accepta doar pe românii de sânge ca poporul său. Pe de altă parte, cimitirul este utilizat ca loc de luptă simbolic ce privește relațiile româno-ungare și promovarea antimaghiarismului, având ca vector biserica ortodoxă.

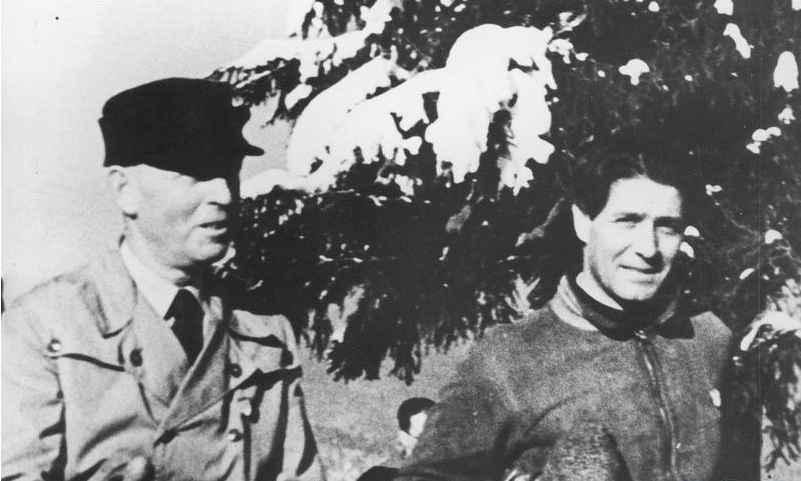
Generalul Ion Antonescu și liderul Gărzii de Fier, Corneliu Zelea Codreanu, în 1935

Teologul ortodox Cătălin Raiu, referindu-se la poziția Departamentului de Stat al Statelor Unite ale Americii în Raportul privind libertatea religioasă în România pe anul 2019 (2020) cu privire la Valea Uzului, a menționat că raportul a încercat să-l prezinte într-o notă neutră pe baza concluziei departamentului că, deoarece religia și etnia sunt strâns legate, sunt dificil de încadrat incidentele doar pe baza identității religioase. Raiu a menționat că UDMR și Hunor Kelemen au speculat politic raportul prin prezentarea incidentelor ca factor de producere a unor profanări de morminte, teză ce pentru Raiu ar fi contrazisă de pozițiile „tuturor instituțiilor statului român și a mass-media din țara noastră”, fapt ce dovedește că nu a avut loc nicio profanare de morminte, precum și dispunerea Parchetului de pe lângă Înalta Curte de Casație și Justiție de neîncepere a urmării penale a părților implicate; că incidentele nu fac cinste ambelor etnii sau că ar avea vreo motivație religioasă aparte și că responsabilitatea producerii tensiunilor revine în mod egal⁠(d) liderilor ambelor comunități.
Potrivit autorului Zsolt Pászkán din partea Institutului Maghiar de Afaceri Internaționale⁠(d), „nu gafele [...] sunt cele mai periculoase – ci tăcerea statului român și a Bisericii Ortodoxe”, subliniind că fundalul scandalurilor nu este doar susținut provocator, instituțiile statului român fiind și acestea complice în chestiune prin inacțiune sau cooperare în intervențiile extremiștilor de dreapta în campanii electorale ce vizau cimitirul eroilor. În problemă a inclus și Biserica Ortodoxă Română, a cărei patriarh Daniel, prezentat public ca simbol al occidentalizării⁠(d) BOR, nu s-a pronunțat niciodată (între 2019 și 2025) împotriva profanării de morminte a părții române. Pászkán a criticat și Uniunea Europeană, precum și organizațiile neguvernamentale pentru justiție în mass-media, pentru care protecția minorităților naționale ocupă un rol secund după cel al minorităților sexuale⁠(d). Pe de altă parte, pentru acesta maghiarii din România sunt nevoiți să acționeze separat de autoritățile din România și Ungaria în scopul protejării drepturilor omului.

### Conflictul privind cimitirul eroilor

#### Existența și numărul eroilor români
Oficiul Național pentru Cultul Eroilor (ONCE) a susținut în decursul anului 2019 numere diferite privind eroii români prezenți în Cimitirul Eroilor din Valea Uzului, astfel:
- anterior lunii iunie 2019:[29] 149 eroi români[3][29]
- 12 iunie 2019:[1] 22 eroi români, din care 19 cunoscuți și 3 necunoscuți[3][1]
- 12 iunie 2019: 11 eroi români, din care 8 cunoscuți și 3 necunoscuți[3]

În 8 mai 2019, o filială din Bacău a Asociației Naționale Cultul Eroilor „Regina Maria”, organizație neguvernamentală (ONG) care susține că este continuatorul Societății „Cultul Eroilor”, a publicat două documente din 1985, care făceau referire la 149 de eroi români în Valea Uzului, unde s-au însumat cei 19 eroi români identificați nominal la Valea Uzului, Harghita în 1985 cu cei 130 eroi români identificați nominal la Poiana Uzului, Bacău, care au fost mutați în perioada interbelică în Cimitirul eroilor din Comănești. Intervenția asociației a fost cu scopul dovedirii că la Valea Uzului au fost îngropați soldați români. O listă din 1985 furnizată de către un colonel în retragere filialei din Bacău a fost folosită în cadrul ceremoniei de inaugurare și comemorare din 6 iunie 2019, de unde au fost citite numele soldaților români.
Documentele sunt parte a unui sondaj al Ministerului Apărării din perioada 1984–1985, în care au fost înregistrate toate monumentele de război străine și românești din România. Istorica Maria Bucur a afirmat că sondajul a fost făcut de departamentul armatei responsabil de memorialele de război deoarece șeful statului, Nicolae Ceaușescu, a fost informat la începutul anilor 1980 despre „pericolul ascuns” pe care îl reprezintă monumentele maghiare cu caracter „horthyst-fascist” din Transilvania, îndemnând la elaborarea unui plan concret de acțiune. Acțiunea consta în mare parte în demolări sau transformări, în urma cărora să se concretizeze dispariția unor detalii referitoare la soldații maghiari și să se sublinieze doar aportul românesc în timpul celui de-al Doilea Război Mondial. Documentul menționat conține, de asemenea, o listă cu traducerea în limba română a numelor maghiare care există în registrele anterioare. Potrivit jurnalistei Emese Vig, un document referitor la cimitirul de la Valea Uzului avea scop de propunere ca respectivele nume traduse să fie înscrise în noul registru de înhumări sau chiar pentru un viitor monument comemorativ, în scopul reproiectării cimitirului.
În aprilie 1989, o listă ajunsă în Marea Britanie cu localități din Transilvania ce urmau a fi parte a planului de sistematizare conținea și satul Valea Uzului, fiind realizată în perioada în care au și avut loc proteste în Budapesta împotriva planului, în 27 iunie 1988.
Pe 12 iunie 2019, într-un documentar ONCE a făcut public aspectul însumării eronate în Fișa de evidență a cimitirului din anul 1988, fără o sursă documentară, și că în cimitirul din Valea Uzului sunt îngropați 11 militari români, dintre care 8 identificați nominal și 3 neidentificați. Reprezentantul instituției omoloage ONCE din Ungaria, Institutul și Muzeul Militar (HM HIM) de la Budapesta⁠(hu)[traduceți], a combătut prin documente și ultimul rezultat, ieșind în evidență faptul că 5 din cei 8 soldați erau cetățeni maghiari și au servit în Forțele de apărare regale maghiare.
În 27 iunie 2019 în cadrul unei întruniri cu omologii ungari, ONCE a contestat înființarea cimitirului în 1916 de către partea maghiară și a susținut că a fost fondat de către Societatea „Cultul Eroilor” în 1928, când s-au efectuat reînhumări. HM HIM a susținut că a combătut afirmația cu documentele proprii.
În 23 septembrie 2019, Asociația Calea Neamului, care participase la evenimente naționaliste în cimitir, a anunțat că osemintele și armamentul a celui de al 150-lea erou român de la Valea Uzului au fost descoperite de către un detectorist în imediata apropriere a cimitirului. Ulterior, din rezultatele Institutului de Medicină Legală din Iași a reieșit că oasele sunt de origine animală, iar Inspectoratul General pentru Situații de Urgență a ridicat muniția.

#### Acuzațiile de eliminare a caracterului românesc al cimitirului
După inaugurarea la 26 august 1994 a unui monument al eroilor maghiari căzuți în zonă în Al Doilea Război Mondial, un corespondent de Bacău al Rompres a publicat într-un număr al ziarului faptul că „[ceremonia] s-a ținut în cimitirul satului, unde cu două zile înainte, potrivit unor localnici care nu au vrut să-și publice numele, au fost scoase toate crucile românești, unele dintre ele au fost ascunse sub o grămadă de pământ, iar altele au fost arse.” Cu toate acestea, potrivit unei informări a ONCE din 1985, „mormintele, slab conturate, nu erau marcate cu însemne de căpătâi; totul era acoperit cu iarbă și din loc în loc, brazi”. Jurnalistul Lajos Sylvester⁠(hu)[traduceți], inițiatorul proiectului de construcție al monumentului, a comentat știrea la acel moment în mai multe articole, printre care unul publicat și în ziarul Háromszék⁠(hu)[traduceți], unde a subliniat unele dezinformări din articolul Rompres, însă acestea nu au fost publicate și în presa în limba română.[A]
Potrivit istoricului militar József Nagy, cimitirul inițial austro-ungar avea gard și cruci din lemn de mesteacăn ce a putrezit în perioada interbelică. Jurnalista Emese Vig a completat faptul că în 1941 administrația ungară (1940–1944) a repus crucile și a construit o poartă de intrare. Vig a mai menționat că constructorii monumentului din 1994 au mai găsit în cimitir doar câteva monumente din piatră. Primarul din Sânmartin a mai adăugat că în perioada postbelică cimitirul a ajuns în paragină, fiind folosit de localnici drept fâneață. O parte din crucile din piatră menținute se află în parcela civilă a cimitirului, unde de-a lungul timpului au fost înmormântați locuitorii din sat.
Pe de altă parte, în chestiunea eroilor maghiari căzuți în Al Doilea Război Mondial în zonă, același istoric a menționat faptul că frontul a fost în continuă mișcare, neexistând nici timpul și nici posibilitatea de a transporta soldații într-un cimitir amenajat. Astfel, mormintele acestora sunt împrăștiate în întreaga zonă, Vig făcând aprecierea că întreaga vale a râului Uz este un cimitir. După război aceștia nu au fost preluați din mormintele improvizate, tratament acordat anterior în perioada interbelică eroilor maghiari din Primul Război Mondial din partea Societății „Mormintele Eroilor căzuți în Război”, întrucât au fost considerați „criminali horthyști-fasciști”, iar monumentele ridicate în memoria acestora au fost distruse de regimul comunist.

#### Identitatea etnică și națională a eroilor români

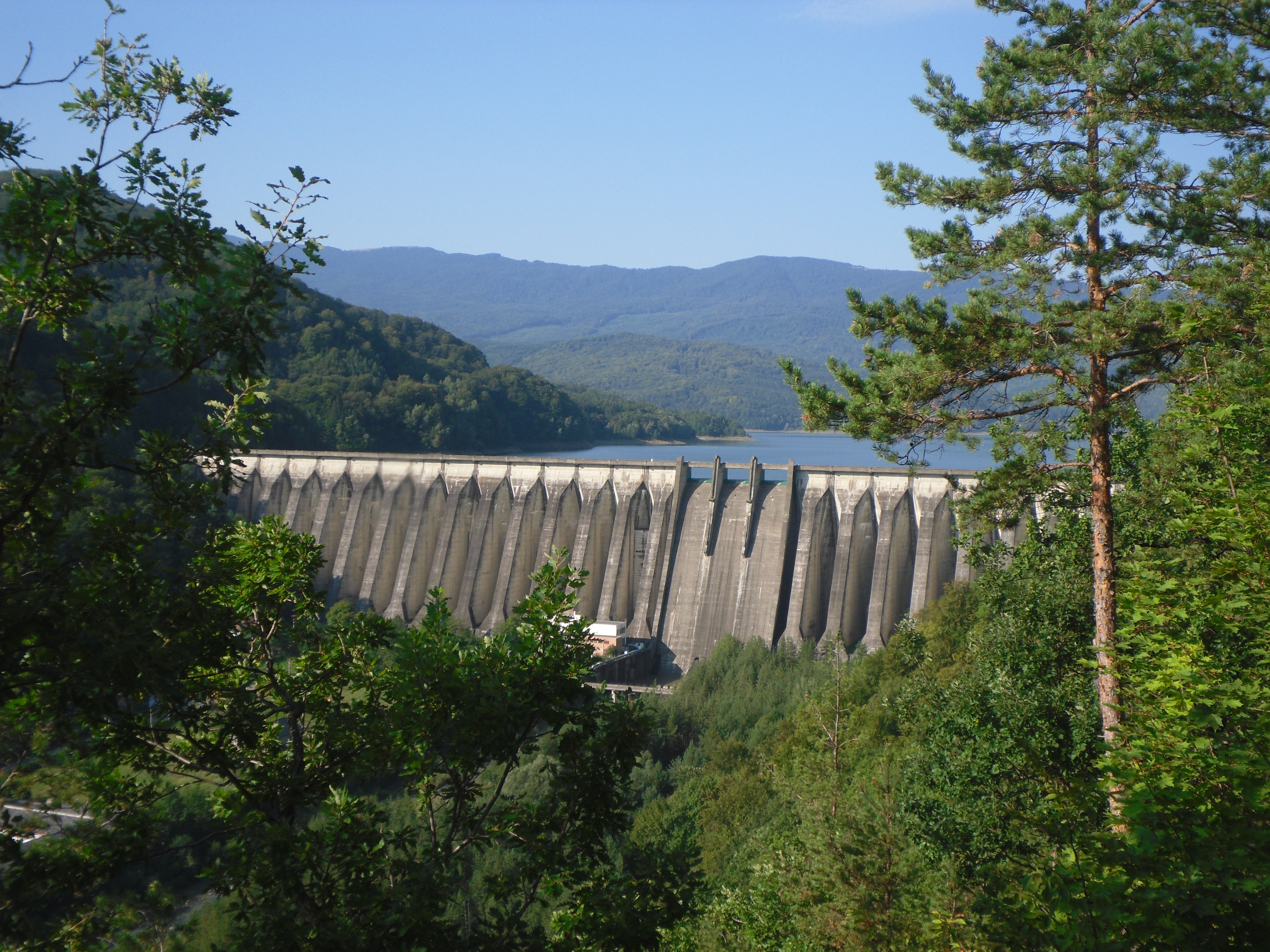
Cimitirul militar român din Poiana Uzului, Bacău a fost desființat în perioada interbelică iar osemintele au fost mutate la cimitirul eroilor din Comănești. Cu ocazia construirii barajului și lacului Poiana Uzului între 1967 și 1972 s-a desființat și satul Poiana Uzului, iar amplasamentul a ajuns sub apele lacului. Fișa de evidență din 1988 a comasat eroii atât ai cimitirului din satul harghitean Valea Uzului, cât și din satul băcăuan Poiana Uzului.

În 24 iunie 2019, la o dezbatere organizată în cadrul Universității de Vară de la Băile Tușnad pe subiectul cimitirului militar din Valea Uzului și a disputelor privind limitele județelor Harghita și Bacău, colonelul istoric Vilmos Kovács, comandant al Institutului și Muzeului Militar (HM HIM) de la Budapesta⁠(hu)[traduceți], căruia îi este încredințată îngrijirea mormintelor, cimitirelor și monumentelor militare maghiare, a declarat că din cei 11 soldați la cimitirul Valea Uzului și pe care autoritățile române îi consideră români, cinci au fost cetățeni maghiari și au luptat în Armata Ungariei. De asemenea, acesta a mai amintit că în monarhia austro-ungară, etnia oamenilor nu era consemnată în registrele militare.
După o cercetare a HM HIM, s-a descoperit că parcela românească, compusă din 50 de cruci din beton, a fost așezată pe rândurile III și IV ale parcelei I a Regimentului 10 de Infanterie Honvéd din Miskolc, fapt reiterat de Vilmos Kovács. ONCE a declarat la nivel public într-un documentar din 2019 că în amplasamentul lucrărilor primăriei Dărmănești, în latura dreaptă a cimitirului, „nu existau morminte de război în schițele originale ale necropolei”.
De asemenea, cu același prilej ONCE a subliniat că primăria Sânmartin a amplasat 600 de cruci creștine cu însemne naționale ungare, însă reprezentantul HM HIM din Ungaria a menționat că monumentele funerare din lemn ce au fost amplasate în cimitir în timpul amenajării anterioare, cu sprijinul statului maghiar, au fost atașate simboluri care se aplică tuturor soldaților care au murit ca eroi, indiferent de naționalitatea lor, respectiv o sabie și o cască. În schimb, pe cele 50 de cruci de beton din parcela românească au fost inscripționate cu textul „soldat român necunoscut”, lucru care strică echilibrul anterior al cimitirului în opinia acestuia.
Vilmos Kovács a reamintit că, în cadrul întrevederii care a avut loc la București, la 27 iunie, partea română a pus la îndoială, la început, chiar și faptul că cimitirul din Valea Uzului ar fi fost înființat, în 1916, ca cimitir maghiar. În schimb, a considerat că cimitirul a fost creat la zece ani după război, atunci când autoritățile române au efectuat reînhumări, această problemă fiind într-un final combătută cu documente. Colonelul a specificat că partea română a susținut inițial, că în cimitir se odihnesc 149 de militari români, iar mai târziu, că ar fi 19 români cunoscuți și 3 necunoscuți, iar în cea mai nouă poziție se amintește de 8 soldați români cunoscuți și 3 necunoscuți, din care la rândul lor Vilmos Kovács a dovedit că 5 dintre aceștia erau cetățeni maghiari. Colonelul a mai subliniat faptul că cimitirul trebuie readus la starea sa inițială. Tot acesta a spus, într-o altă întrevedere, că în cimitir se află cel mult 5 soldați români iar cele 50 de cruci ridicate pentru aceștia nu își au rostul.
Sursele publicate de ONCE conțin astfel numere contradictorii. Fișa de exhumare-înmormântare maghiară, care conține datele militarilor morți aduși de la cimitirele înconjurătoare improvizate la cimitirul de la Valea Uzului infirmă numărul de 8 militari români, numind doar 7 militari din care unii de origine diferită de cea românească, care figurează în felul următor:
| 1 | Harcsik Mihály         |
| 2 | Grimm Mihály (Michael) |

| 3 | Román Mihály |
| 4 | Kuzma György |

| 5 | Mordaninecz György (Jiří) |

| 1 | Harcsik Mihály         |
| 2 | Grimm Mihály (Michael) |

| 3 | Román Mihály |
| 4 | Kuzma György |

| 5 | Mordaninecz György (Jiří) |

1. Horcic Mihai (în sursa ONCE) este listat în registrele maghiare ca Harcsik Mihály, soldat al Regimentului 11 Infanterie Honvéd. S-a născut în Nyírkarász, comitatul Szabolcs.[2] După o cercetare ulterioară s-a descoperit a fi de origine maghiară și de religie greco-catolică.[41]
2. Grimu Mihai figurează ca Grimm Mihály, soldat al Regimentului 18 Infanterie Honvéd, dar până la moartea sa fiind în Regimentul 16 Infanterie Honvéd. S-a născut în Ágfalva, comitatul Sopron,[2] fiind de origine germană din Ungaria și de religie luterană.[41]
3. Roman Mihai figurează ca Román Mihály, soldat al Regimentului 11 Infanterie Honvéd. S-a născut în Kistéglás, comitatul Ung,[2] fiind de origine maghiară și de religie greco-catolică.[41]
4. Cosma Gheorghe figurează ca Kuzma György, soldat al Regimentului 16 Infanterie Honvéd. S-a născut în Nagyrákos, comitatul Ugocsa,[2] fiind de origine posibil ruteană și de religie greco-catolică.[41]
5. Morduminechei Gheorghe figurează ca Mordaninecz György, soldat al Regimentului 11 Infanterie Honvéd. S-a născut în Aklos, comitatul Bereg, fiind de origine ruteană[2] și de religie greco-catolică.[41]

De asemenea, mai există militarii:

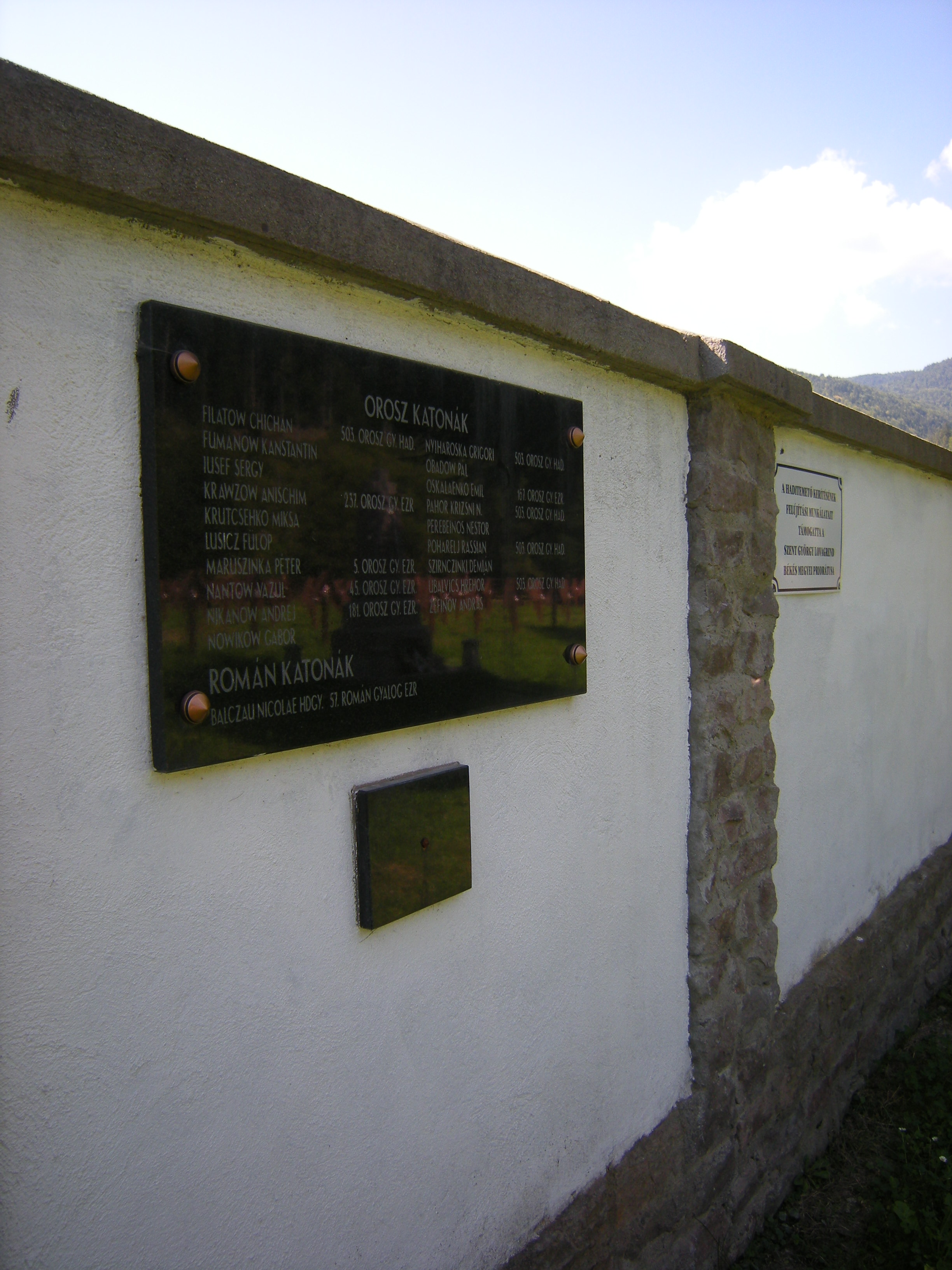
Placa ce prezintă soldații ruși și români, la secțiunea soldaților ruși figurând la poziția 6 Lusicz Fülöp (Lusicz Philip)

1. Lusin Filip care figurează ca Lusicz Philip, soldat al Regimentului 52 Infanterie din Imperiul Rus. În cazul său, sunt necesare cercetări suplimentare.[2]
2. Rotaru Stan, care nu figurează în registrele maghiare cu alte detalii.[2]

Asociația „Magyar hadisírgondozás” a subliniat faptul că registrele de deces nu conțin informații privind originea militarilor iar pe de altă parte originea este irelevantă, deoarece sistemele juridice ale ambelor părți, maghiară și română, consideră că naționalitatea este decisivă. Astfel, dacă un soldat era cetățean al Regatului Ungariei și servea în armata regală maghiară, el este considerat un erou maghiar, indiferent de origine. În mod similar, un cetățean român de origine ceangăiască care a servit în armata română este considerat un erou român, urmând Legea 379/2003 din România.

### Conflictul privind urmările evenimentelor
În timpul comemorării din 6 iunie 2019 au avut loc violențe verbale și fizice împotriva minorității maghiare prezente cât și distrugerea porții cimitirului. Infracțiunile au fost reclamate de Partidul Popular Maghiar din Transilvania (PPMT), Partidul Civic Maghiar (PCM) și Asociația pentru Protecția Drepturilor Minoritare „Mikó Imre”, în urma cărora a fost deschis un dosar penal pentru incitare la ură și discriminare.
După 6 iunie 2019, autoritățile i-au amendat cu câte 3000 de lei pe Csaba Borboly, președintele Consiliului Județean Harghita, și pe Róbert Grüman, vicepreședintele Consiliului Județean Covasna, pentru că au omis să anunțe și Jandarmeria despre evenimentul din data de 6 iunie. În cazul ultimului, amenda a fost anulată în noiembrie 2019, iar ulterior și lui Csaba Borboly i-a fost anulată în decembrie 2020. Autoritățile nu au tras la răspundere persoanele de etnie română care au pătruns cu violență în cimitirul militar.
Cotidianul Krónika și portalul de știri maszol.ro s-au adresat Inspectoratului Județean de Poliție din Bacău și au solicitat informații cu privire la stadiul în care s-a aflat ancheta începută în urma incidentelor de la cimitir: acoperirea cu folie de plastic a crucilor, a unei presupuse violențe exercitate asupra activistului român George Simion, respectiv a actelor de violență comise în timpul ocupării de la 6 iunie a cimitirului, și dacă vinovații au fost trași la răspundere. Din răspunsul instituției, din iunie 2019, s-a aflat că ancheta continuă în toate cele trei cazuri. Nu s-a comunicat numărul suspecților și nici câți dintre aceștia au fost identificați. La sfârșitul lunii iunie, maszol.ro a anunțat că, după vizionarea a mai multe ore de înregistrări realizate la fața locului, respectiv după parcurgerea a sute de profiluri de Facebook și a mai multor mii de postări, jurnaliștii au reușit să identifice participanții principali ai incidentelor din 6 iunie. Portalul maghiar de știri a constatat că persoanele care au comis acte de violență au fost 19 membri ai unei facțiuni de suporteri ai echipei de fotbal Dinamo București și s-a reușit identificarea după nume a câtorva persoane. Acestea au postat materiale de la cimitir la circa o săptămână după evenimente.
În 7 iunie 2019, după evenimentele din Valea Uzului, ambasadorul României la Budapesta a fost convocat la Ministerul Afacerilor Externe din Ungaria, însă acesta a refuzat dialogul cu secretarul de stat maghiar. În aceeași zi, Hunor Kelemen a declarat că evenimentele reprezintă „adevărata față a României”, afirmație considerată drept „jignire incalificabilă” la adresa românilor de către jurnalistul Dan Tăpălagă. În 11 iunie, Hunor Kelemen și-a cerut scuze pentru declarație.
În 8 iunie 2019, președintele Ungariei, János Áder, s-a declarat împotriva evenimentelor care au avut loc la cimitir.
În 13 iunie 2019, ministrul ungar al Afacerilor Externe și Comerțului Exterior, Péter Szijjártó, a declarat că România nu trebuie să îi pedepsească pe cei care au comemorat pașnic la cimitirul militar din Valea Uzului, ci pe aceia care sunt într-adevăr responsabili de acțiunile violente, împotriva maghiarilor.
În 18 iunie 2019, a avut loc un protest la Miercurea Ciuc organizat de Partidul Popular Maghiar din Transilvania unde s-a solicitat demisia prefectului județului Harghita ca urmare a evenimentelor legate de cimitirul militar.
În luna iunie 2019, Ministrul Apărării Naționale a anunțat că pregătește un memorandum pentru preluarea cimitirului de către minister. Scopul acestei preluări este acela de a asigura respectarea neîngrădită a dreptului fiecărui stat care are morți înmormântați aici, de a-și comemora eroii căzuți în luptă, precum și acela de a asigura efectuarea activităților de protejare și întreținere a mormintelor și de reabilitare a operelor comemorative existente, în deplin respect al normelor de drept internațional aplicabile și al acordurilor bilaterale ale României, încheiate în acest domeniu cu țările care au militari înhumați în cimitir. Drept replică, președintele Consiliului Județean Harghita, Csaba Borboly, a susținut însă că soluția nu e naționalizarea, ci respectarea legii, în sensul că de îngrijirea cimitirului s-a ocupat primăria Sânmartin și voluntarii, iar până atunci guvernul nu a intervenit niciodată. Tot acesta a menționat faptul că abuzuri se vor întâmpla în continuare, indiferent de ce instituție a statului se va implica, cât timp nu se va clarifica limita județelor. Împotriva acțiunii cerute de M.Ap.N au mai fost și parlamentarii Barna Tánczos și Attila Korodi, susținând că o astfel de măsură este ilegală, întrucât M.A.p.N. nu s-a consultat cu primăria Sânmartin cu privire la preluarea unui bun aflat în domeniul public al acesteia iar legea nu permite o preluare în proprietatea statului din proprietatea autorității publice locale, fără acordul autorității publice locale. De asemenea, s-a mai amintit că primăria Sânmartin a demonstrat că poate avea grijă de cimitir.

24 ianuarie [1918]. Preotul nostru scrie acum mormintele vechi, care sunt multe. Morminte germane frumos făcute cu cruci de lemn, toată lumea poartă încă coiful orfan; mai multe morminte românești nemarcate, care erau doar zgâriate, lupii au încercat să îi scoată afară, în altă parte erau schelete de români neîngropate și complet îmbrăcate și echipate, cu puști în mâinile lor, care fuseseră topite de zăpada de iarnă pentru a doua oară.

“
”
Gen. (r) Nagy Lajos Deseő în Harctéri naplója, 1937, despre frontul pe Coșna-Ungureanu. 
 În 2009, directorul ONCE, Cristian Scarlat, a declarat cu ocazia inaugurării unui monument din județul Bistrița-Năsăud, că „Noi nu suntem la stadiul să îngrijim cumva, să reparăm, să restaurăm, suntem la stadiul de a identifica morminte chiar din România, dar mai ales din străinătate. Am pornit de la aproape 90.000 de cazuri de români morți în străinătate și acum avem peste 132.000. Ce s-a întâmplat în Alsacia și Lorena cu românii e o tragedie, o dramă puțin cunoscută în România. Avem aproape 3.000 de morți români în Franța”. Tot acesta a subliniat că mormintele a peste 20 000 de soldați români care au murit pe teritoriul Ungariei de astăzi sunt respectate de țara vecină, însă același lucru nu se petrece și în alte țări sau chiar România.
În urma solicitării unui deputat român către Guvernul României de construcție a unei capele ortodoxe românești în cimitir, în 19 iunie 2019, membrii partidului Mișcarea Patria Noastră din Ungaria au anunțat că aveau să înainteze Parlamentului Ungar o propunere de construire a unei capele catolice în cimitir cu un fond de construcție de 50 de milioane de forinți. Vicepreședintele partidului a fost de părere că statul ungar ar trebui să declare că „românii nu au ce căuta în cimitir, cel puțin nu ar trebui să ne fure morții”. De asemenea, s-a spus că în România „se sfințește o biserică ortodoxă la fiecare două zile” și că „la această expansiune asistă și ministrul ungar de externe, atunci când a acceptat, fără niciun cuvânt, ca cimitirul să devină proprietate a statului român, în timp ce UDMR se opune acestui lucru”. S-a mai amintit că partidul a lansat campania „Fă ceva împotriva urii îndreptate asupra maghiarilor!”, unde s-a început cu o petiție despre profanarea cimitirului transmisă șefilor de ambasade străine din Budapesta și că ce va cere în continuare expulzarea ambasadorului român din Ungaria și revizuirea acordului româno-ungar.
În 26 iunie 2019, o comisie alcătuită din reprezentanți ai Ministerului Apărării din România și Ministerului Apărării din Ungaria a ținut un dialog la București, având în vedere principiile și normele dreptului internațional umanitar, precum și cele prevăzute de Acordul dintre Guvernul României și Guvernul Ungarei privind regimul juridic al mormintelor ungare de război din România și al mormintelor române de război din Ungaria, semnat la București în 6 martie 2008. Acordul a fost ratificat în Ungaria prin Decretul Guvernului 98/2008 iar în România prin Legea 300/2008. Cele două versiuni în limbile maghiară și română cu statut juridic sunt identice. Din comisie au făcut parte și colonelul istoric Vilmos Kovács, comandant al Institutului și Muzeului Militar (HM HIM) de la Budapesta⁠(hu)[traduceți] și Nicolae Nasta, secretar de stat în cadrul Parlamentului, din partea Ministerului Apărării din România. Părțile și-au prezentat și studiat reciproc documentele din arhive cu privire la cimitir, iar potrivit lui Vilmos Kovács, devenind clar și pentru partea română că însemnele ortodoxe amplasate de către primăria Dărmănești au ajuns să stea deasupra mormintelor unor soldați maghiari care au slujit în armata monarhiei Austro-Ungare. Partea maghiară a solicitat încetarea situației de profanare. În vederea acestui lucru s-a propus explorarea zonei de sub crucile de beton iar partea română a considerat că exhumarea este acceptabilă numai în cazul în care va acoperi întregul cimitir al eroilor.
Pe de altă parte, instituția maghiară s-a opus trecerii sub proprietatea M.Ap.N. a cimitirului, întrucât acesta a fost îngrijit de autoritatea locală din Harghita. Comandantul ungar a mai menționat că acordul interguvernamental româno-maghiar privind îngrijirea mormintelor militare nu interzice ca, într-o situație excepțională, un cimitir militar să intre în administrare publică, acordul precizează totodată că acest lucru nu se poate face fără consimțământul prealabil al celeilalte părți. Tot oficialul a mai adăugat că în Ungaria niciun cimitir militar nu se află în proprietatea statului, ci sunt în grija exclusivă a administrațiilor locale și a bisericilor. De asemenea, s-a decis drept continuare a consultării în septembrie, cu o vizită comună la cimitir cu atașații militari ai tuturor țărilor cu eroi în acel loc.
În 27 iunie 2019, Uniunea Democrată Maghiară din România (UDMR) a informat printr-o scrisoare oficială adresată președintelui și vicepreședinților Adunării Parlamentare a Consiliului Europei (APCE), grupurilor politice ale Consiliului Europei și liderilor delegațiilor naționale ale statelor membre ale UE cu privire la încălcările de lege comise în cimitirul militar. Ulterior, senatorii Liviu Pop, președintele Delegației Parlamentului României la APCE și Titus Corlățean, membru al delegației Parlamentului României la APCE, au trimis o scrisoare ca răspuns pentru demersul UDMR la Strasbourg, prin care aceștia au informat eronat APCE în privința faptului că în 1990 a fost înlăturat oricare indiciu multinațional al cimitirului de către partea maghiară, deși Attila Korodi a citit o informare a ONCE care arată că, în 1985, „mormintele, slab conturate, nu erau marcate cu însemne de căpătâi; totul era acoperit cu iarbă și din loc în loc, brazi”. În aceeași zi, ministrul Apărării Naționale, Gabriel Leș, a declarat că situația cimitirului trebuie rezolvată prin dialog, la nivel diplomatic iar președintele Partidului Popular Maghiar din Transilvania, István Csomortányi, a organizat un protest la Sfântu Gheorghe împotriva naționalizării cimitirului din Valea Uzului și împotriva prefectului de Harghita.
În 28 iunie 2019, în urma dialogului cu instituția omologă ungară, M.Ap.N. a menționat într-un comunicat de presă că partea ungară și-a argumentat poziția prin raportare la o schiță din anul 1917, „a unui alt cimitir”, care a fost extins în anul 1926, de către Societatea „Cultul Eroilor” și că partea română a respins alegația privind profanarea mormintelor de către primăria Dărmănești, M.Ap.N. făcând astfel o declarație contradictorie. De asemenea, M.Ap.N. a mai menționat că nu poate fi de acord cu „declarațiile false și nici cu instrumentalizarea unor întâlniri tehnice”.

Monumentul ortodox sub formă de cruce celtică din cimitir.

În 2 iulie 2019, președintele UDMR, Hunor Kelemen, a solicitat premierului Viorica Dăncilă retragerea avizului de „valoare artistică” acordat de Ministerul Culturii monumentul românesc din cimitir, susținând că reprezintă crucea celtică, un simbol legionar din perioada interbelică. În acest sens s-a trimis și o solicitare către Institutul Național pentru Studierea Holocaustului din România „Elie Wiesel” pentru un punct de vedere. Pe 3 iulie, și Attila Korodi a trimis o scrisoare oficială ministrului Culturii și Institutului „Elie Wiesel”, în care a cerut explicații cu privire la bazele juridice pentru conceptul ansamblului monumental la care Ministerul Culturii a dat aviz favorabil abia cu o săptămână înainte de evenimentele din 6 iunie și respectiv, simbolistica crucilor de beton amplasate în cimitir, precum și la simbolurile folosite de participanții români la ceremonia care a avut loc la necropolă în data de 6 iunie, care se aseamănă cu cele ale Mișcării Legionare, aflată în afara legii.
În 9 iulie 2019, în cadrul unei întrevederi între miniștrii de externe maghiar și român, Péter Szijjártó și Teodor Meleșcanu, oficialul maghiar a cerut omologului să ajute la facilitarea consultărilor între experții din cele două țări asupra chestiunii cimitirului de la Valea Uzului și să susțină o vizită comună la fața locului în cât mai scurt timp posibil. Péter Szijjártó a declarat cu această ocazie că „într-o țară guvernată de statul de drept care respectă valorile europene, nu sunt sancționați cei care iau parte la o demonstrație pașnică la un cimitir, ci mai degrabă cei care îi atacă”.
În 16 iulie 2019, Consiliul Național al Audiovizualului a sancționat posturile B1 TV și Realitatea TV privind modul în care au fost reflectate, în perioada 6 și 9 iunie, evenimentele din Valea Uzului.
În 23 iulie 2019, la inițiativa Partidului Popular Maghiar din Transilvania, aproximativ 500 de persoane au protestat, la Odorheiu Secuiesc, împotriva transformării cimitirului militar și a încălcării drepturilor maghiarilor din ultima perioadă.
În 2 octombrie 2019, Guvernul Ungariei s-a adresat Comitetului de Miniștri al Consiliului Europei și a solicitat întocmirea unui raport în cazul Cimitirului din Valea Uzului.
În 7 octombrie 2019, Ministrul Afacerilor Externe al Ungariei, Péter Szijjártó, a declarat la Arad că și-ar dori o rezolvare pe cale diplomatică a conflictului declanșat în Valea Uzului.
În 16 octombrie 2019, Ministerul Apărării din România a așteptat opinia statelor ai căror morți de război se odihnesc în cimitirul militar, acesta fiind motivul pentru care a întârziat o nouă rundă de consultare a instituțiilor române și maghiare care sunt responsabile cu îngrijirea mormintelor militare.
În 5 noiembrie 2019, prefectul județului Bacău a atacat în instanță hotărârile nr. 29 din luna martie, prin care cimitirul militar a fost mutat din domeniul privat în domeniul public al orașului, respectiv hotărârea nr. 48, prin care a dorit să corecteze problemele de formă ale hotărârii anterioare și autorizația de construire pe care primăria a eliberat-o pentru sine, în vederea construirii parcelei românești și a ridicării monumentului, având ca temei incertitudinea situației juridice și lipsa avizelor necesare construirii obiectivului.
În 6 noiembrie 2019, la invitația Oficiului Național pentru Cultul Eroilor (ONCE), instituțiile române, maghiare, ruse și germane responsabile cu îngrijirea mormintelor militare au efectuat o vizită de informare în cimitirul militar. Cu această ocazie, colonelul Vilmos Kovács a declarat că este dispus ca în zona în care se află cele 50 de cruci, monumentul și rândul de drapele, să se efectueze, împreună cu partea română, săpături care să confirme faptul că acolo sunt îngropați soldați maghiari. Reprezentantul instituției germane responsabile cu îngrijirea mormintelor militare nu a luat poziție în disputa cu privire la cimitirul din Valea Uzului. Reprezentantul instituției ruse a susținut propunerea maghiară și a spus că este important pentru el ca în cimitir să se creeze un sit memorial și pentru cei 22 de soldați ruși care se odihnesc aici.
În februarie 2020, dosarul penal pentru incitare la ură și discriminare deschis la scurt moment după evenimentele din 6 iunie 2019, a fost clasat în februarie 2020 de un procuror din cadrul Parchetului Moinești, având ca argument în ordonanța de clasare faptul că una dintre ultragiile aduse, „afară cu ungurii din țară”, este „o presupusă lozincă antimaghiară” și nu se încadrează la infracțiunea de incitare la ură și discriminare după articolul 369 din Noul Cod Penal, întrucât, potrivit procurorului, „aceste lozinci nefiind de natură să provoace incitarea publicului la ură sau discriminare, în condițiile în care incitarea trebuie să vizeze o categorie de persoane (de ex. persoane cu un anumit tip de handicap, homosexuali etc.) și nu o etnie”. De asemenea, ordonanța de clasare a dosarului conține și o serie de neconcordanțe în ceea ce privește desfășurarea manifestărilor la fața locului, unde citează în document doar martorii români.
Clasarea a fost contestată, menținându-se același rezultat. În a doua ordonanță de clasare a dosarului dată de Parchetul de pe lângă Judecătoria Moinești, într-un rezumat prezentat de Alianța Maghiară din Transilvania (AMT), una dintre părțile care au făcut plângere la parchet în urma evenimentelor, se arată că și ultima dată au fost audiați doar martori români, iar aceștia au susținut că liniștea și ordinea publică nu au fost tulburate (deși o serie de înregistrări video dovedesc contrariul). Potrivit celor relatate de către cei 6 martori români, tocmai reprezentanții comunității maghiare prezente „au avut o atitudine de natură să instige la acte de violență, însă cetățenii români nu au ripostat la aceste provocări” (în realitate însă, în momentul în care grupul de români a ajuns în fața cimitirului, unde maghiarii formaseră un lanț uman, aceștia se rugau, aceeași atitudine fiind menținută în timp ce românii strigau și proferau injurii, iar alții aruncau cu pietre).
Parchetul a mai subliniat și faptul că primăria Sânmartin nu a formulat vreo plângere cu privire la deteriorarea porții de acces în cimitirul militar, astfel că nu există acuzații cu privire la distrugere. Însă tot parchetul menționase anterior că martorii au relatat că mai multe persoane, printre care bărbați, femei și copii, au intrat în cimitir și au tras de poartă din care s-au desprins „elemente subțiri din lemn” astfel putând fi deschisă (în realitate, poarta a fost ruptă, iar în timpul acestei operațiuni cei care intraseră în cimitir încercau să-i lovească pe maghiarii din lanțul uman).

Parchetul a renunțat și la acuzațiile cu privire la vătămări corporale, susținând că nu au existat plângeri în acest sens. S-a renunțat, de asemenea, și la acuzațiile de tulburare a liniștii și ordinii publice, spunându-se că la fața locului nu s-a întâmplat decât că a fost cântat imnul României, respectiv câteva cântece patriotice. Clasări au existat și în cazul acuzațiilor de instigare la ură/discriminare, tulburarea ordinii publice, profanare de morminte și abuz în serviciu. În cursul argumentării, Parchetul a recunoscut totuși că au fost scandate sloganuri care au insultat maghiarii prezenți. Pe acestea nu le-a considerat, însă, ca fiind unele care să incite la ură și discriminare, întrucât nu au fost adresate unui public larg, ci doar unei categorii de persoane.
Și acest exemplu demonstrează, în mod clar, faptul că antimaghiarismul din România a fost ridicat la nivel de politică de stat. Am demonstrat cu numeroase înregistrări video că ceea ce s-a întâmplat la cimitirul din Valea Uzului nu numai că a fost profanată memoria eroilor noștri, ci maghiarii au fost atacați cu bâte și cu catargele steagurilor. Se pare că în ciuda tuturor faptelor și probelor, parchetul îi protejează pe agresori, iar asta demonstrează un singur lucru, și anume, că România nu este un stat de drept. – István Csomortányi, co-președinte al AMT, citat de comunicat.
Organizația Active Watch a solicitat Inspecției Judiciare să verifice cazul.
Ordonanța de clasare din februarie a fost desființată în decembrie 2020 de Judecătoria Moinești și s-a dispus continuarea urmăririi penale.
Într-un interviu pentru Radio Europa Liberă, președintele Consiliului Național pentru Combaterea Discriminării, Csaba Asztalos, a declarat într-un context general că anchetatorii, Poliția și Parchetul încă nu simt când să califice o faptă ca fiind motivată de ură (spre exemplu, infracțiunea expresă în ce privește incitarea la discriminare), în lipsa unui grad de cunoaștere necesar, ducând la problema soluționării în instanță. Există în schimb excepția cazului agravant (un atac asupra cuiva care aparține unei etnii), unde acesta se soluționează. Tot acesta a mai amintit că procurorul de caz cercetează infracțiunea de incitare la discriminare ca fiind doar pe anumite criterii: orientare sexuală, dizabilitate, dar nu și etnic.
Asociația „Calea Neamului” a realizat în anul 2020 pelerinaje la cimitir pe 28 mai, de Ziua Eroilor, 25 octombrie, de Ziua Armatei Române și pe 1 decembrie, de Ziua Națională a României, deși în toate cazurile aceste acțiuni erau restricționate în contextul epidemiei de coronavirus din România. La aceste evenimente au fost prezente și echipaje de poliție și jandarmerie. Poliția Miercurea Ciuc a fost sesizată dar nu a constatat încălcarea legislației în vigoare sau alte nereguli.
În 21 ianuarie 2021 Ministerul Public a precizat pentru RFI România că Parchetul de pe lângă Înalta Curte de Casație și Justiție a preluat instrumentarea dosarului de la Parchetul Moinești prin declinare de competență.
În 10 iunie 2021, cu ocazia festivității de Ziua Eroilor, a avut loc o slujbă oficiată de un preot ortodox cunoscut pentru simpatia acestuia față de Mișcarea Legionară, Amfilohie Brânză, alături de primarul orașului Dărmănești, iar steaguri ale Noua Dreaptă au fost arborate.
În 28 octombrie 2021, Curtea de Apel Bacău a anulat definitiv hotărârea din martie 2019 a Consiliului Local Dărmănești prin care acesta a inclus Cimitirul militar din Valea Uzului în domeniul său public, considerând o acțiune nefondată și a respins apelul Primăriei Dărmănești și al Consiliului Local Dărmănești împotriva sentinței primei instanțe de anulare a hotărârii Consiliului Local. Sânmartin a fost reprezentat în proces de avocatul Serviciului de Asistență Juridică în Domeniul Minorităților „Mikó Imre”. Hotărârea adoptată de Consiliul Local Dărmănești a fost prima dintr-o serie de demersuri prin care orașul a început transformarea cimitirului militar. În baza hotărârii și-a eliberat și autorizația de construcție prin care a creat sola românească și a construit un monument în cimitir. Comuna Sânmartin a contestat, de asemenea, autorizația de construcție la Tribunalul Bacău, însă, în iunie 2020, acel proces a fost suspendat de instanță până când se ajunge la o hotărâre definitivă în litigiul privind proprietatea.
În 10 februarie 2022 Tribunalul Bacău a hotărât nedefinitiv anularea autorizației de construire nr. 69 din 17 decembrie 2018 pentru parcela românească din cimitir și a dispus demolarea construcției, aflată în ilegalitate. În 10 februarie 2023, Curtea de Apel Bacău a considerat recursul ca nefondat și a dispus definitiv desființarea lucrărilor. Consiliul Județean Harghita și Primăria Sânmartin s-au arătat interesate pentru mutarea crucilor de beton, și nu demolarea acestora.
În 7 aprilie 2022, Judecătoria Moinești și-a declinat competența în cazul unei vătămări corporale asupra unei persoane din Miercurea Ciuc în 6 iunie 2019 întrucât fapta era comisă pe raza comunei Sânmartin, dosarul fiind transferat la Judecătoria Miercurea Ciuc. Decizia a venit pe fondul faptului că s-a pronunțat anterior hotărârea definitivă asupra proprietății cimitirului de către comuna Sânmartin. În 27 ianuarie 2023, Judecătoria Moinești a pronunțat o condamnare nedefinitivă pentru săvârșirea infracțiunii de distrugere, unde s-a aplicat o amendă unui bărbat și suportarea achitării daunelor unei camere de filmat a corespondenților din Miercurea Ciuc a Televiziunii Maghiare.
În 29 iunie 2023, primăria Dărmănești a desființat parcela românească. În 30 iunie, în cadrul unei întâlniri, autoritățile locale și județene din județul Harghita și reprezentanții Ministerului Apărării Naționale din România (MApN) au convenit înființarea unui memorial separat dedicat eroilor militari de naționalități diferite. Alianța Maghiară din Transilvania (AMT) a emis o rezoluție împotriva construcției și a atitudinii lui Csaba Borboly, întrucât ar reprezenta un mijloc de falsificare a istoriei, unde s-a menționat că indiferent de naționalitatea eroilor, aceștia merită să fie cinstiți numai în circumstanțe „care să nu ofenseze alte națiuni și care să nu caute să reinterpreteze memorialele care există deja și care funcționând ca spații ale memoriei colective”.

Planul parcelei I al Regimentului 10 Infanterie Honvéd din Miskolc și amplasamentul parcelei românești din 2019, unde ulterior desființării în 2023 au fost repuse cruci din lemn.

În 8 iulie 2023 parcela a fost refăcută cu 150 de cruci din lemn și o cruce-monument, poziționate în găuri săpate cu motoburghie, de către Mihai Târnoveanu, cu reprezentanți și susținători ai organizației proprii Calea Neamului și reprezentanți ai Frăției Ortodoxe. Evenimentul a fost planificat pe rețelele sociale cu o zi înainte. În 10 iulie primăria Sânmartin a înaintat o plângere penală către Poliția Română împotriva lui Mihai Târnoveanu și susținătorilor și a semnalat problema Oficiului Național pentru Cultul Eroilor (ONCE). În 13 iulie reprezentanții Calea Neamului și Frăția Ortodoxă s-au aflat într-o audiență la MApN despre intrarea în legalitate a crucilor amplasate de către aceștia, unde după propriile declarații, „discuțiile [cu MApN] au fost pozitive”. Însă, MApN nu a emis niciun comunicat. Președintele partidului a susținut că acțiunea a fost legală, întrucât există documente care demonstrează existența a 148 de militari români în cimitir, iar motivul nesolicitării unei autorizații de construite este procesul îndelungat ce se poate extinde pe durata unor ani, și că construcția poate fi legalizată și ulterior. De asemenea, a declarat că dacă instanța va dispune îndepărtarea crucilor nu se va da curs solicitării și se va ataca în instanță amplasarea celorlalte cruci de către comuna Sânmartin.

## Disputa teritorială

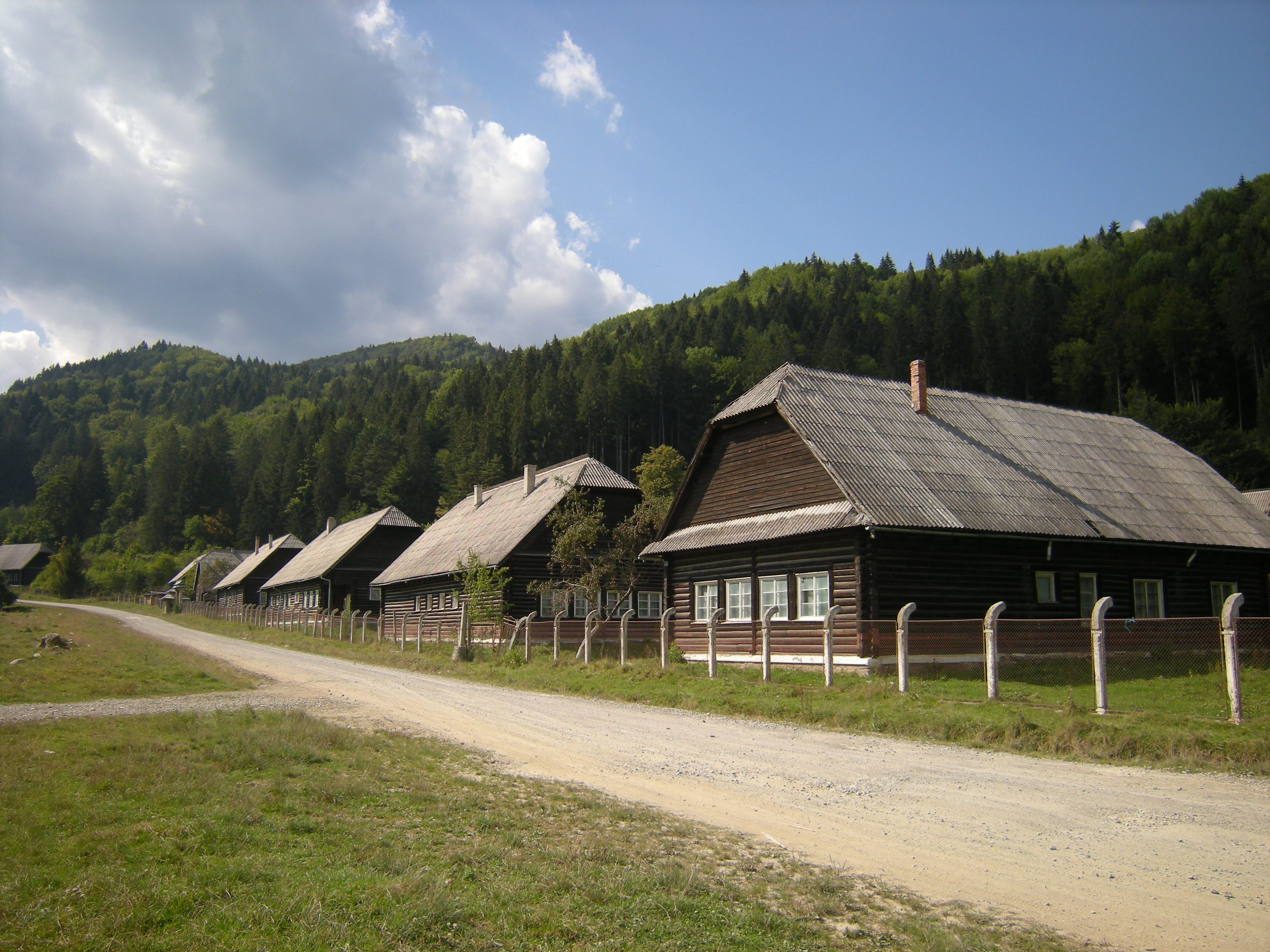
Fosta cazarmă ungară de grăniceri din sat, transformată ulterior în tabără de elevi

Potrivit Legii 2/1968 privind organizarea administrativă a teritoriului Republicii Socialiste România, cu modificările ulterioare și republicată în noiembrie 2018, satul Valea Uzului este parte componentă a comunei Sânmartin din județul Harghita, acesta figurând în comuna Sânmartin în evidențele de recensământ, precum și în registrul electoral. În toate documentele Ministerului Apărării Naționale, respectiv Oficiului Național pentru Cultul Eroilor, cimitirul de la Valea Uzului figurează în comuna Sânmartin, județul Harghita.

Legea din anul 1968 privind organizarea administrativ teritorială a României nu a trasat granițele județelor pe fosta frontieră estică a Austro-Ungariei. În zonele muntoase, terenuri din regiunea istorică Transilvania au ajuns să aparțină județelor din regiunea istorică Moldova. Cu toate acestea, Valea Uzului a rămas, potrivit legii, în județul Harghita.

Până în anul 1968, localitatea aparținuse comunei Sânmartin din Regiunea Mureș-Autonomă Maghiară.
După anul 1968, oficiile cadastrale au trasat mai multe limite cadastrale, transferând satul Valea Uzului la Dărmănești, în județul Bacău, deși modificarea limitelor teritoriale trebuia operată prin lege. Astfel, în 1972 și 1985 oficiile de cadastru din cele două județe au convenit ca Valea Uzului să fie inclusă (în planurile cadastrale din respectivii ani) în cadastrul localității Dărmănești, fiind în discuție o suprafață de 120 ha, cu hotarul pe râul Uz.
Oficiul de Cadastru, Proiectare și Gospodărirea Apelor Bacău (O.C.P.G.A.) a realizat în anul 1969 o documentație de delimitare a hotarului între comuna Dărmănești (Bacău) și Sânmartin (Harghita), dosarul fiind înregistrat cu nr. 821/27.02.1971 în O.C.P.G.A. Documentația respectă hotarul vechi, cuprins în vechile documente cadastrale, satul fiind inclus în comuna Sânmartin. Potrivit topografului Botond-József Rákossy, Legea 2/1968 descrie doar unitățile administrative (la nivel de sat, oraș, județ), lipsind o anexă cu hărți. Conform legii cât și decretului Consiliului de Miniștri nr. 1136/1968 (acesta din urmă referindu-se la demarcarea administrativă a județului Harghita) satul Valea Uzului aparține județului Harghita. Delimitarea cadastrală a rămas a fi făcută în anii următori.
Limita cadastrală dintre comuna Dărmănești (județul Bacău) și Sânmartin din județului Harghita a fost realizată în 1969 de O.C.P.G.A. Din schița și descrierea limitelor reiese că partea în litigiu – satul Valea Uzului și cimitirul de război – se află în comuna Sânmartin. Astfel, documentația de delimitare cadastrală cea mai apropiată în timp de înființarea județelor confirmă ceea ce scrie și Legea 2/1968. Potrivit aceluiași topograf, cum până în prezent nicio graniță a județului nu a fost modificată prin lege, documentele din 1968–1969 ar trebui să fie valabile și astăzi.
În cazul în care doi proprietari revendică același teritoriu se aplică principiul de întâietate, unde primul care înregistrează teritoriul în cartea funciară are prioritate. Astfel dacă comuna Sânmartin ar fi făcut acest lucru în anul 2001 (vezi mai jos), nu ar mai fi existat disputa teritorială.
După promulgarea Legii 7/1996 care prevede trecerea în registrele cadastrale a limitelor localităților, primăria Dărmănești a emis pretenții asupra localității Valea Uzului. Punctul de vedere era întărit de faptul că, la momentul respectiv, așezarea era accesibilă doar dinspre Moldova, dar cu toate acestea, legătura dinspre Transilvania este asigurată de Pasul Uz. Primăria Dărmănești a inclus cimitirul militar ca teren intravilan al orașului în planul urbanistic general (P.U.G.), aprobat în 1997.
În anul 1998 au fost inițiate demersurile de delimitare cadastrală a localităților Dărmănești din județul Bacău și Sânmartin din județul Harghita, astfel Oficiul de Cadastru, Geodezie și Cartografie al Harghitei a semnalat faptul că localitatea Valea Uzului este dincolo de hotar, chiar dacă legea stabilește că aparține de comuna Sânmartin. Potrivit documentului Oficiului, modificarea limitelor nu este posibilă decât prin lege.

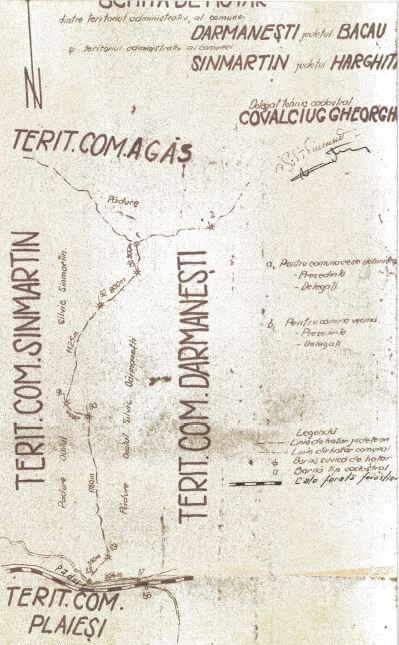
Împărțirea teritoriului dintre Sânmartin (Harghita) și Dărmănești (Bacău) în documentația de delimitare din 1969, dosar înregistrat 821/27.02.1971 în O.C.P.G.A. De remarcat hotarul județelor ce respecta fosta graniță austro-ungară–română.

Potrivit unei acțiuni introduse în instanță în 2020, în anul 1998 când s-au efectuat măsurarea și înregistrarea imobilelor în documentele cadastrale din Sânmartin și Dărmănești, realizate de Oficiul de Cadastru si Publicitate Imobiliară (OCPI) Harghita, au fost omise din documentație 77 de hectare aparținând localității Valea Uzului. După terminarea măsurătorilor și a documentației, primarul comunei Sânmartin s-a adresat în scris Oficiului semnalând eroarea apărută. Greșeala a fost recunoscută de către OCPI Harghita, care a explicat că nu a avut timp suficient la dispoziție, motiv pentru care terenul în discuție nu a mai fost introdus în documentație.
În 15 martie 2001, la sediul Oficiului județean de cadastru Harghita a avut loc o întâlnire la care au luat parte reprezentanți de la Oficiul județean de cadastru Bacău și primăria Dărmănești în care s-a convenit delimitarea hotarului potrivit Legii 2/1968. La 26 martie 2001 s-a aprobat inventarul public al comunei Sânmartin, în care era inclus și cimitirul din Valea Uzului. În decembrie, inventarul a fost atestat printr-o Hotărâre de Guvern, publicată în Monitorul Oficial, în august 2002. Tot în anul 2002, Oficiul de Cadastru Harghita a menționat, într-o adresă, că la realizarea cadastrului în 1998, Valea Uzului nu a fost inclusă în Sânmartin deoarece timpul efectiv de executare a lucrării a fost prea scurt.
Conform Legii 103/2002 privind separarea noii comune Cozmeni de Sânmartin, Valea Uzului figurează în județul Harghita.
Disputa privind teritoriul a continuat până în anul 2006, când s-a constituit, prin ordin al prefecților Harghitei și Bacăului, comisia de delimitare și marcare a hotarului, însă fără finalizare. În anul 2007, Consiliul Local Sânmartin a adoptat o hotărâre în care în domeniul public al comunei este menționat cimitirul de la Valea Uzului cu o suprafață de 5 000 metri pătrați, fapt confirmat prin Hotărârea de Guvern nr. 299 din 2010. Primăria Dărmănești a contestat hotărârea, pierzând în prima instanță.
Oficiul de cadastru al Harghitei a transmis ulterior în 2008 că Valea Uzului aparține de Sânmartin, iar includerea în cadastrul orașului Dărmănești s-a făcut fără modificarea legii. Situația a rămas incertă, iar doi ani mai târziu s-a început programul, reluat, de delimitare a hotarelor administrative, unde s-a procedat la delimitarea localităților Dărmănești și Sânmartin. Deoarece nu s-a ajuns la un acord, în anul 2012, s-a constituit, la nivelul prefecturilor, comisia de conciliere, însă nu s-a ajuns la niciun acord, conflictul urmând a fi soluționat de instanță. Consiliul Județean Harghita a cerut Prefectului de Harghita, autoritatea competentă în cauză, să sesizeze instanța, însă acest lucru nu s-a întâmplat, litigiul rămânând deschis până în prezent.
În data de 3 octombrie 2018, primăria din Dărmănești a trimis o adresă la oficiul de cadastru Bacău în care s-a cerut lămuriri în privința amplasamentului cimitirului de la Valea Uzului. Fiind încă în litigiu delimitarea teritorială, Agenția Națională de Cadastru și Publicitate Imobiliară a decis ca limita utilizată în activitatea de recepție a documentațiilor cadastrale și de înscriere în cartea funciară să fie conform limitelor administrativ teritoriale și a limitelor planurilor cadastrale existente la Fondul Național Geodezic de la data de 10 ianuarie 1990, respectiv cu cimitirul Valea Uzului în teritoriul județului Bacău. Însă, Agenția Națională de Cadastru și Publicitate Imobiliară efectuează doar operațiuni tehnice privind gestionarea și reprezentarea grafică a limitelor administrativ teritoriale, iar operațiunile de delimitare administrativă sunt atributul exclusiv al comisiilor de delimitare, constituite prin ordin de prefect. Cu toate acestea, la data de 29 martie 2019, Consiliul local Dărmănești a adoptat o hotărâre prin care a introdus cimitirul din Valea Uzului din domeniul privat în domeniul public al orașului. Decizia a fost contestată de primarul din Sânmartin. La mijlocul lunii aprilie din același an terenul a fost intabulat de Dărmănești.
Pe 10 mai 2019, ministrul de Interne, Carmen Dan, a avut o întâlnire cu reprezentanții prefecturii Bacău și primăriei Dărmănești, în care s-a convenit „demararea cu celeritate a procedurilor de clarificare a situației juridice” a cimitirului disputat între județele Bacău și Harghita, urmând ca autoritățile locale județene să se reunească într-o ședință comună.
Prefectura Bacău, prin prefectul Maricica Luminița Coșa, a cerut Consiliului Local din Dărmănești în 4 iunie 2019 să revoce hotărârea de consiliu local prin care Cimitirul Eroilor din Valea Uzului a fost trecut în domeniul public al localității. În caz contrar, prefectul a avertizat că va merge în instanță pentru a anula actul emis.
Încercări de mediere între prefecți au avut loc în comuna Ghimeș-Făget la 9 iulie 2019, acestea eșuând. Concluzia prefectului de Harghita, Jean-Adrian Andrei, a fost aceea că localitățile din județ trebuie să acționeze în instanța de contencios administrativ pe cele din județul Bacău cu care au litigii, menționând că Lunca de Sus și Lunca de Jos din județul Harghita au rezolvat deja conflictul cu comuna Palanca, Bacău. Consiliul Județean Harghita a transmis la 17 iulie în același an în presă că va deschide un proces pentru a recupera 17,8 hectare de teren, ce reprezintă suprafața satului Valea Uzului, apărută în Planul Urbanistic General al comunei Sânmartin. De asemenea, s-a mai menționat litigiul comunelor Frumoasa, Păuleni-Ciuc, Ciucsângeorgiu și Sânmartin prin care acestea au de recuperat 4 494,8 ha, 3 924,1 ha, 4 155,7 ha și respectiv 6 569 ha de teren aflat în județul Bacău, cumulând 19 144,3 ha, pierdute după organizarea administrativ teritorială a României din anul 1968. Inițial, pentru revendicarea terenurilor s-a deschis un proces de mediere în anul 2012, dar care a trenat.
În august 2019, primăria Dărmănești a acționat în justiție primăria Sânmartin cu scopul de a anula parțial hotărârea din 2007 a consiliului local al comunei, prin care a fost declarat proprietate publică a localității cimitirul militar și clădirile dezafectate ale fostei cazărmi din apropierea cimitirului. A fost invocat de către Consiliul Local Dărmănești faptul că cimitirul a fost inclus în inventarul proprietății private a orașului din anul 1990, iar pe planul de urbanism general (P.U.G.) aprobat în 1997, cimitirul a fost marcat ca teren intravilan al orașului. De asemenea, s-a invocat și alocarea cimitirului pe teritoriul Dărmăneștiului în geoportalul INSPIRE.
În februarie 2020, primăria Sânmartin a introdus o acțiune în instanță la Tribunalul Harghita solicitând ca aceasta să stabilească linia de hotar dintre așezările învecinate ale județelor Harghita și Bacău și, cu această ocazie, să stabilească și linia de hotar dintre cele două județe. Primăria are ca dovadă documentele de carte funciară din 1906 prin care se atestă dreptul de administrare asupra terenurilor aflate în litigiu. Tribunalul Harghita a admis cererea și a constatat că nu are competență teritorială, motiv pentru care a transferat cazul Tribunalului Bacău. Potrivit rezumatului încheierii, nu există cale de atac împotriva hotărârii. Primarul comunei Sânmartin a declarat că nu este de acord cu transferarea procesului la Tribunalul Bacău, deoarece județul este direct implicat în proces, iar acest aspect ar putea influența hotărârea instanței. Prin urmare, acesta s-a adresat Înaltei Curți de Casație și Justiție a României, pentru ca procesul să fie transferat într-un județ neutru.

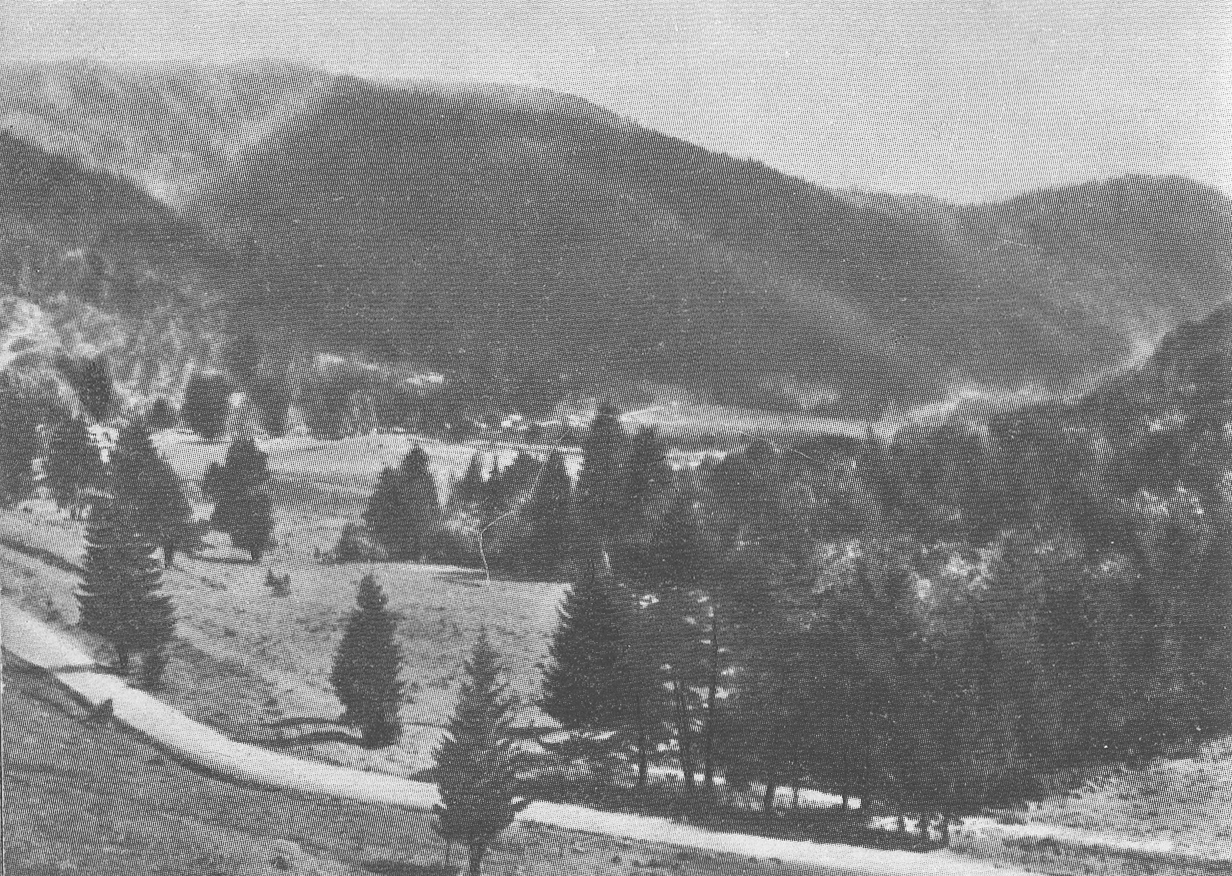
Perspectivă asupra satului înainte de 1980.

În iulie 2020, în urma unei hotărâri judecătorești definitive, Curtea de Apel Târgu Mureș a dispus ca prefectul județului Bacău să pună la dispoziție toate documentele din instituția sa privind cimitirul militar din Valea Uzului. Procesul a fost inițiat de președintele Consiliului Județean Harghita, Csaba Borboly, în calitate de persoană fizică, după ce prefectul județului Bacău i-a respins solicitarea de acces la informațiile de interes public legate de cimitir. Tot acesta a declarat că este posibil ca în anul 2001 primăria Dărmănești să fi folosit documente care nu aveau ștampilă sau semnătură.
În octombrie 2020, Curtea de Apel Târgu Mureș a respins prin sentință definitivă acțiunea primăriei Dărmănești în vederea anulării hotărârii Consiliului Local Sânmartin prin care cimitirul militar a fost trecut în proprietatea publică a comunei Sânmartin în 2007. Hotărârea curții însă a soluționat faptul că dreptul de proprietate asupra cimitirului nu este reglementat de hotărârea consiliului local Sânmartin, aceasta neavând rol juridic, ci de hotărârea guvernului din 2010, în vigoare până în prezent. H.G. din 2010 a confirmat în fapt hotărârea din 2007 a consiliului local Sânmartin care a indicat că cimitirul militar și cazărmile părăsite care se află în apropierea acestuia fac parte din domeniul public al comunei Sânmartin. Potrivit portalului Székelyhon, Curtea de Apel Târgu Mureș nu a dispus în fond cu privire la apartenența terenului, ci a stabilit că procedura în contencios administrativ poate fi intentată doar împotriva hotărârii de guvern, iar curtea a lăsat astfel deschisă problema dreptului de proprietate și a creat posibilitatea unei noi viitoare acțiuni în contencios administrativ.
În februarie 2021, comunitatea composesorală „Aklos” din Sânmartin și o alta din Ciucani au dat în judecată primăria Dărmănești, după ce aceasta a intabulat în favoarea sa trei terenuri din Valea Uzului în decembrie 2020, cu o suprafață totală de aproape 16 hectare, terenuri aflate în proprietatea composesoratelor în urma unor restituiri și intabulate la oficiul de cadastru din județul Harghita în anul 2004. Înregistrările din Harghita cu privire la aceste terenuri nu au fost incluse în sistemul național de evidență a proprietăților E-terra în anul 2009, însă în 2019, un angajat al oficiului de cadastru din județul Harghita a atras atenția celor de la oficiul de cadastru din județul Bacău asupra faptului că în județul Harghita, în zona respectivă au fost emise numere topografice pentru cinci terenuri.
În 26 mai 2021, Tribunalul Bacău a anulat decizia din martie 2019 prin care Consiliul Local din Dărmănești a inclus terenul pe care se află cimitirul militar din Valea Uzului în inventarul bunurilor ce alcătuiesc domeniul său public.
În 24 martie 2022 Judecătoria Moinești a hotărât nedefinitiv că dreptul de proprietate al orașului Dărmănești asupra cimitirului necesită radiat din cartea funciară. Măsura a fost luată în continuarea hotărârii Curții de Apel Bacău prin care se anula definitiv decizia consiliului local Dărmănești din martie 2019, în care cimitirul a fost trecut în domeniul public în orașului. După recurs, în 15 februarie 2023 Tribunalul Bacău a hotărât definitiv radierea dreptului de proprietate.

### Tabăra școlară Valea Uzului
Un alt punct de divergență îl reprezintă apartenența teritorială a fostei tabere școlare din sat. Prin Ordinul nr. 1093/2006 emis de președintele Autorității Naționale pentru Tineret, Károly Borbély, care a abrogat Ordinul nr. 919/2006, s-a aprobat transmiterea imobilului, mijloacelor fixe și mobile, proprietate publică a statului prin Direcția Județeană de Tineret Harghita, la Direcția Județeană de Tineret Bacău. Ordinul prevedea ca în termen de 30 de zile de la emiterea lui să se încheie protocolul de predare-preluare al imobilului, astfel fixându-se ca termen data de 20 iulie 2006. Reprezentanții D.J.T. Bacău nu s-au prezentat la acest termen, fapt care a continuat cu contestarea respectivului ordin în fața instanței de contencios administrativ. Preluarea taberei școlare și repunerea în funcțiune au eșuat.